# Peripatos

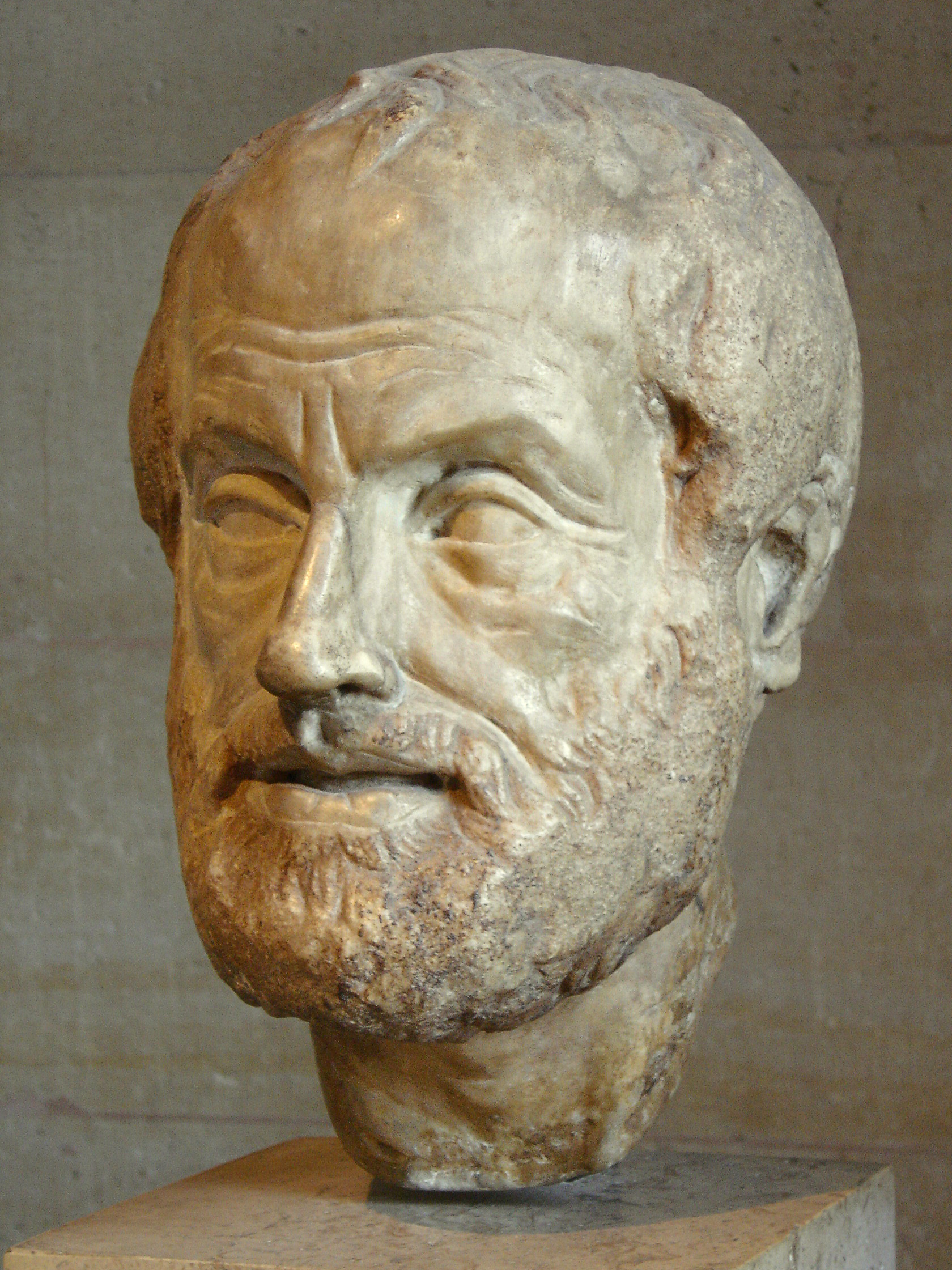
Lysippos: Aristotelés (římská kopie, 2. st. př. n. l.)

Peripatos (řecky kolonáda) je název filosofické školy, kterou v Athénách založil roku 335 př. n. l. Aristotelés. Její členové se nazývali peripatetici. Podobně jako jiné školy (Akademie, Stoa, Képos) nazývala se škola podle místa, kde se konala; rozšířená domněnka, že filosofovali „v chůzi“ (řecky peripatón) je patrně mylná.[zdroj?]
Když se Aristotelés vzdal místa vychovatele mladého Alexandra Makedonského, vrátil se do Athén, ne však do platónské Akademie, kde předtím 17 let působil; založil se svým přítelem a žákem Theofrastem vlastní školu v Lykeionu, parku s gymnasiem za hradbami na východě Athén. Krytou „kolonádu“ (peripatos) možná postavil až Theofrast po Aristotelově smrti. Po Theofrastovi vedl školu Stratón z Lampsaku (uváděn kolem 267 př. n. l.), ale další dějiny školy jsou známy jen ve zlomcích. Škola pravděpodobně zanikla v 1. století n. l.
Vedle Theofrasta a Stratóna vynikl ze starších peripatetiků ještě Aristoxenos, autor nejstarší známé hudební teorie, jež hledala spojení hudby s matematikou, dále Eudémos, Dikaiarchos a další. Pojmem peripatetismu se dříve označovala i pozdější aristotelská tradice, dnes se spíše hovoří o aristotelismu. Ze starověkých myslitelů k němu patřili Andronikos Rhodský (1. stol. př. n. l.) a Alexandr z Afrodisie (kolem 200).